# Inuyashiki
Inuyashiki (いぬやしき Inuyashiki?) es una serie de manga escrita e ilustrada por Hiroya Oku. Es serializado en la revista Evening de la editorial Kōdansha desde enero de 2014. Para abril de 2016, han sido publicados 6 volúmenes en formato tankōbon. La división americana de Kodansha ha publicado la historia en inglés. En octubre de 2016 fue anunciada la adaptación del manga a una serie de anime para televisión, será producida por los estudios MAPPA y emitida desde el 12 de octubre de 2017 en el segmento Noitamina de Fuji TV. Una película de acción real también fue lanzada en el año 2018.

## Argumento
Inuyashiki Ichiro es un hombre de 58 años, sin amigos y con una familia despreocupada de él, tanto su esposa como sus hijos. Un día, queda en medio de una misteriosa explosión en un parque público, entonces su cuerpo es sustituido por un increíblemente poderoso cuerpo mecánico físicamente idéntico al cuerpo humano normal; esto fue causado por alguna entidad extraterrestre durante la explosión. Al aceptar el nuevo cuerpo y probar los extraordinarios poderes que este le provee, decide salvar a un hombre de la calle de un grupo de jóvenes vándalos; entonces decide que de ahora en adelante usará sus poderes para hacer el bien y ayudar a combatir el crimen. 
Por otro lado, un adolescente envuelto en la misma explosión, el joven Shishigami Hiro, consigue las mismas habilidades que Ichiro, sin embargo el joven se convierte en un sociópata que usa sus nuevos poderes para asesinar a sus compañeros de clase que le molestan y atacar a gente inocente, incluso niños. La policía se entera de los actos del joven pero no pueden detenerlo debido a sus poderes sobrehumanos. Hiro se convierte en el criminal más buscado. La historia sigue a estos dos individuos, que tras compartir la extraña experiencia de la explosión en el parque, tienen algún día que cruzar sus caminos.
A lo largo de la historia, Inuyashiki intenta seguir siendo humano a pesar de estar totalmente mecanizado por dentro, su posición de héroe se contrasta con la temible cantidad de personas asesinadas y delitos cometidos por Shishigami, quien en momentos quiere ser humano y otras veces pierde esperanza e inicia una masacre. Tras la aparición de una potencial amenaza, ambos deciden hacer algo por el bien común.

## Personajes

### Principales
Ichiro Inuyashiki (犬屋敷 壱郎 Inuyashiki Ichiro?)
Voz en el anime por: Fumiyo Kohinata
Un adulto canoso, con cara de pocos amigos y una familia, esposa e hijos que no se preocupa por él. A pesar de tener 58 años, físicamente aparenta muchos más, y además al comienzo de la historia se le diagnostica un cáncer de estómago incurable. Su día se ve abruptamente interrumpido por una explosión en un parque, donde como consecuencia su cuerpo se ve sustituido completamente por uno mecánico parecido a un cíborg; esto le otorga una fuerza sobrehumana que usa para hacer el bien. Entre sus muchas habilidades como androide se encuentran el rastrear y buscar información de cualquier persona con solo verla, fuerza y resistencia inmensas, aparente inmortalidad, lanzar proyectiles teledirigidos, manipular aparatos electrónicos a voluntad, curar cualquier enfermedad o dolencia (hasta el punto de poder resucitar a las personas que han muerto recientemente) y volar a grandes velocidades incluso por el espacio exterior.
Hiro Shishigami (獅子神 皓 Shishigami Hiro?)
Voz en el anime por: Nijirō Murakami
Hiro es un estudiante de escuela, atento y amable con algunas personas, que de pronto se ve envuelto en una explosión en un parque donde pasaba, y como resultado su cuerpo sufre un cambio sorprendente: es un cyborg con poderes sobrehumanos; Hiro hace uso de estas habilidades para molestar a sus compañeros de clase y molestar gente inocente, llega demasiado lejos al punto de convertirse en un sociópata asesino buscado por la policía. Sus habilidades como androide son exactamente las mismas que las de Ichiro, y de hecho logra descubrirlas, aprenderlas y dominarlas mucho antes que él.

### Secundarios
Hanako (はな子?)
Un Shiba Inu mascota de la familia Inuyashiki que encontró el padre al mudarse. En el manga es adoptado de una perrera mientras que en el anime se la encuentro abandonado en la calle.
Mari Inuyashiki (犬屋敷麻理 Inuyashiki Mari?)
Voz en el anime por: Sumire Uesaka
Es la hija mayor del matrimonio Inuyashiki, una chica linda, gótica y tipica estudiante de la escuela media con muchos amigos; quiere ser mangaka profesional y tiene 15 años
Takeshi Inuyashiki (犬屋敷剛史 Inuyashiki Takeshi?)
Voz en el anime por: Ayaka Asai
Es el hijo menor del matrimonio Inuyashiki, es un chico introvertido y un poco tímido.
Marie Inuyashiki (犬屋敷万理江 Inuyashiki Marie?)
Voz en el anime por: Hiroko Nishi
Es la esposa del protagonista, una típica mujer de edad media.
Andō Naoyuki (安堂直行 Naoyuki Andō?)
Voz en el anime por: Kanata Hongō
Es el amigo de la infancia y mejor amigo de Shishigami; comparten un departamento, sabe junto a Inuyashiki de la condición de su amigo y deciden aliarse.
Shion Watanabe (渡辺しおん Watanabe Shion?)
Voz en el anime por:Sumire Morohoshi
Compañera de clase de Hiro, una chica tímida y callada, está enamorada de él y lo mantuvo bajo resguardo durante un tiempo.

## Contenido de la obra

### Manga
Es un manga creado por Hiroya Oku, autor del manga Gantz. Inuyashiki comenzó a publicarse en la revista Evening desde enero de 2014, hay publicados 9 volúmenes hasta mayo de 2017 y se finalizará con 10 volúmenes según ha expresado el autor. El manga es licenciado en varias partes del mundo, en Estados Unidos, Kodansha Comics USA publica la versión en inglés. Editions Ki-oon publica en Francia, Milky Way publica una versión en España y Sharp Point en Taiwán.

#### Lista de volúmenes
| 1 | «Volumen 1»  | 23 de mayo de 2014       | ISBN 978-4-06-354517-3 |
| Contenido: - 01. Las viscitudes de la vida (人生いろいろ?) - 02. Abnormalidad (異変?) - 03. ¡Oh Dios mio! (なんてこった?) - 04. Sin lagrimas (涙も出ない?) - 05. Violencia (凶行?) - 06. Ayudame Dios (神様助けて?) - 07. Ichiro Inuyashiki (犬屋敷壱郎?) - 08. Un hombre vacío (中身のない人間?) |              |                          |                        |
| 2 | «Volumen 2»  | 23 de octubre de 2014    | ISBN 978-4-06-354541-8 |
| Contenido: - 09. El otro (もう一つの存在?) - 10. Hiro Shishigami (獅子神皓?) - 11. Tragedia (惨劇?) - 12. Súplica (懇願?) - 13. La misma cosa (同じモノ?) - 14. Yo me ocuparé (私が相手だ?) - 15. A través del cielo (空をこえて?) - 16. Te tengo (守ってやる?) - 17. Sus poderes (それぞれの力?) |              |                          |                        |
| 3 | «Volumen 3»  | 23 de febrero de 2015    | ISBN 978-4-06-354556-2 |
| Contenido: - 18. Felicidad normal (普通の幸せ?) - 19. Asalto (強襲?) - 20. Mio (俺のモノ?) - 21. Desesperación (絶望?) - 22. Imperdonable (許せない?) - 23. Ayuda (助ける?) - 24. Declaración de guerra (宣戦布告?) - 25. ¿Qué eres tu? (お前はなんだ!??) - 26. Castigo divino (神罰?) |              |                          |                        |
| 4 | «Volumen 4»  | 23 de julio de 2015      | ISBN 978-4-06-354580-7 |
| Contenido: - 27. Esta bien (大丈夫?) - 28. Acá hay otro (もう一人いる?) - 29. Héroe (ヒーロー?) - 30. Hiro (皓?) - 31. Entrenamiento (特訓?) - 32. Tan lejos como puedas (行けるとこまで?) - 33. Salvador (救世主?) - 34. Cambio (変化?) - 35. Escape (逃走?) |              |                          |                        |
| 5 | «Volumen 5»  | 20 de noviembre de 2015  | ISBN 978-4-06-354596-8 |
| Contenido: - 36. Shion (しおん?) - 37. Lamentación (慟哭?) - 38. Mátalos a todos (全員殺す?) - 39. Castigo (制裁?) - 40. ¿Hay 3 vivos? (3は生きてるか？?) - 41. ¿Acaso soy humano? (人間に見える？?) - 42. No nos dejes atrás (おいてかないで?) - 43. Difunde el mensaje (拡散お願いします?) - 44. Un día agradable (穏やかな日?) |              |                          |                        |
| 6 | «Volumen 6»  | 22 de abril de 2016      | ISBN 978-4-06-354616-3 |
| Contenido: - 45. Redada (強襲?) - 46. Perdón (ごめん?) - 47. Mari (麻理?) - 48. Fuego concentrado (集中砲火?) - 49. Ver a través (見届けてよ?) - 50. El despertar (覚醒?) - 51. Aún no (まだだよ?) - 52. Perdiendo (尾行?) - 53. Declaración (宣言?) |              |                          |                        |
| 7 | «Volumen 7»  | 23 de agosto de 2016     | ISBN 978-4-06-354633-0 |
| Contenido: - 54. Disparando (狙撃?) - 55. Prueba de manejo (試験運転?) - 56. Dios y el demonio (神と悪魔?) - 57. El comienzo de la ruina (破滅の始まり?) - 58. Avión estrellado (墜落?) - 59. Lluvia de acero (鉄の雨?) - 60. Maniobra de desesperación (絶体絶命?) - 61. Lo mismo (同じモノ?) |              |                          |                        |
| 8 | «Volumen 8»  | 23 de enero de 2017      | ISBN 978-4-06-354655-2 |
| Contenido: - 62. Batalla dirigida (激闘?) - 63. Batalla en el cielo (空中戦?) - 64. ¿Conclusión? (決着!??) - 65. Batalla en modo automático (自動戦闘?) - 66. Destrucción (破壊?) - 67. Salvación (救え?) - 68. El regreso (帰って来て?) - 69. Papá (お父さん?) |              |                          |                        |
| 9 | «Volumen 9»  | 23 de mayo de 2017       | ISBN 978-4-06-354668-2 |
| Contenido: - 70. La razón de nacer (生まれた理由?) - 71. La confesión del padre (父親の告白?) - 72. Reunión (再会?) - 73. Pérdida (喪失?) - 74. El final de una persona (異形なる者の果て?) - 75. Incluso él (ホビットでも?) - 76. Just do as you will… - 77. Información final (終末の情?) |              |                          |                        |
| 10 | «Volumen 10» | 22 de septiembre de 2017 | ISBN 978-4-06-354688-0 |
| Contenido: - 78. Lo que puedo hacer (自分に出来ること Jibun ni Dekiru Koto?) - 79. Padre, no vas a morir (父死にたまふことなかれ Chichi Shi ni Tama Fu Koto Nakare?) - 80. Si esto es el Armageddon (アルマゲドンだったら Arumagedon Dattara?) - 81. El luchó contra la desesperación (それでも絶望に抗う Soredemo Zetsubō ni Aragau?) - 82. ¿Porqué estas aquí? (なんでここに・・・？ Nande Koko ni...??) - 83. El motivo (誰が為に Tagatameni?) - 84. Ichirō Inuyashiki (犬屋敷壱郎 Inuyashiki Ichirō?) - Final: El último héroe |              |                          |                        |

### Anime
Una serie de anime para televisión, producida por los estudios MAPPA, inició su emisión en octubre de 2017, con el tema de apertura siendo My Hero interpretado por la banda de rock japonesa Man with a Mission. Amazon obtuvo la licencia de la serie y la transmitió en línea en Amazon Prime Video en Japón y en el extranjero. Crunchyroll adquirió los derechos de transmisión de la serie después de que Amazon Prime Video los perdiera.

### Lista de episodios
| #  | Título                                                      | Estreno                 |
| -- | ----------------------------------------------------------- | ----------------------- |
| 1  | «Ichirō Inuyashiki» «Inuyashiki Ichirō» (犬屋敷 壱郎)       | 12 de octubre de 2017   |
| 2  | «Hiro Shishigami» «Shishigami Hiro» (獅子神 皓)             | 19 de octubre de 2017   |
| 3  | «Naoyuki Ando» «Andō Naoyuki» (安堂直行)                    | 26 de octubre de 2017   |
| 4  | «Samejima» «Samejima» (鮫島)                                | 2 de noviembre de 2017  |
| 5  | «Yuko Shishigami» «Shishigami Yūko» (獅子神優子)            | 9 de noviembre de 2017  |
| 6  | «Gente de 2ch» «Nichan no hito tachi» (２ｃｈの人たち)      | 16 de noviembre de 2017 |
| 7  | «Shion Watanabe» «Watanabe Shion» (渡辺しおん)              | 23 de noviembre de 2017 |
| 8  | «Mari Inuyashiki» «Inuyashiki Mari» (犬屋敷麻理)            | 30 de noviembre de 2017 |
| 9  | «Gente de Shinjuku» «Shinjuku no Hito-tachi» (新宿の人たち) | 7 de diciembre de 2017  |
| 10 | «Gente de Tokio» «Tōkyō no Hito-tachi» (東京の人たち)       | 14 de diciembre de 2017 |
| 11 | «Gente de la tierra» «Chikyū no Hito-tachi» (地球の人たち)  | 21 de diciembre de 2017 |

### Película
El 20 de abril de 2018 se estrenó la película de acción real de Inuyashiki, siendo la primera de la trilogía planificada "Miracle Man". Inuyashiki está dirigida por Shinsuke Sato y está protagonizada por Noritake Kinashi, Takeru Satoh, Fumi Nikaidō y Kanata Hongō.

## Recepción
El volumen 2 alcanzó el puesto 18 en la lista semanal de Oricon en la categoría de manga, vendió 76,556 copias en noviembre de 2014. El volumen 3 subió a la posición 13, para marzo de 2015 vendió 74,974 copias. Debido a las ventas en Japón del producto, el autor comentó que planea completar 10 volúmenes del manga en total. Fue uno de los trabajos seleccionados por el jurado de la categoría de manga del 18° Festival Japan Media Arts. El manga fue nominado a mejor cómic del Festival Internacional de Cómics Angoulême en 2017.